# Mademoiselle Fonpré
Pour les articles homonymes, voir Clavel.
Élisabeth Françoise Clavel, dite Mademoiselle Fonpré, est une actrice française née en 1674 et décédée le 3 décembre 1719 à Paris.

## Biographie
Elle débute à la Comédie-Française en 1695 dans Britannicus, en interprétant le rôle de Junie. Elle est reçue sociétaire de la Comédie-Française en novembre 1695. 
Elle épouse le comédien Hugues François Barrié, sieur de Fonpré en 1702 ou 1704. 
Elle est retraitée de la Comédie-Française en 1707.

## Sources
- Charles de Fieux de Mouhy, Abrégé de l'histoire du théâtre françois : depuis son origine jusqu'au premier juin de l'année 1780 ; précédé du Dictionnaire de toutes les pièces de théâtre jouées & imprimées, Paris, Chez l'Auteur, 1780, 523 p. (lire en ligne), p. 402-403

- Henry Lyonnet, Dictionnaire des comédiens français, ceux d'hier : biographie, bibliographie, iconographie, t. II, Genève, Bibliothèque de la Revue Universelle Internationale Illustrée, 1912, 720 p. (lire en ligne), p. 69